# Criva
Criva je nejzápadnější moldavská obec. Ve Crivě se nachází hraniční přechod na Ukrajinu. Obec se nachází v údolí řeky Prut. U Crivy se nalézá vchod do osmé nejdelší jeskyně na světě.

## Historie
První písemná zmínka o Crivě pochází z roku 1520. Na základě míru v Bukurešti, který ukončil rusko-tureckou válku (1806–1812), se obec, stejně jako celá Besarábie, stala součástí Ruska. V roce 1859 byla obec obydlena 857 lidmi (420 mužů a 437 žen), kteří provozovali 135 farem a pravoslavný kostel. V roce 1886 se zde nacházelo 1135 obyvatel, 207 hospodářských stavení, kostel a škola. V letech 1918 – 1944 byla součástí Rumunského království, od roku 1944 do roku 1991 SSSR.